# 과역면
과역면(過驛面)은 대한민국 전라남도 고흥군의 면이다.

## 개요
과역면은 동서로 여자만과 득량만을 접하고 있으며, 남북으로 국도가 연결되어 있는 지역으로 농어업이 복합된 생활형태로 고흥군 북부지역의 교통 및 교육 경제의 중심지로 총면적 42.35 km2(군의 5.5%), 8개리 32개마을 인구 4,291명이 있다.
특산품으로는 참꼬막과 굴, 바지락, 숭어가 청정해역에서 생산되고 있으며 육지에서는 품질 좋은 참다래가 생산되고 있다. 또한 중요문화재로는 민등과 도천리에 고인돌군이 분포되어 있어 역사 학습장으로 활용되고 있다.

## 하위 행정 구역
| 법정리 | 한자명 | 행정리                             | 비고 |
| ------ | ------ | ---------------------------------- | ---- |
| 신곡리 | 新谷里 | 구곡, 심포, 신기, 인학             |      |
| 백일리 | 白日里 | 내백, 원주, 외백, 옥금             |      |
| 연등리 | 蓮燈里 | 독대, 연등, 슬항, 외호             |      |
| 호덕리 | 虎德里 | 호덕, 화덕, 여동                   |      |
| 석봉리 | 石鳳里 | 석촌, 봉촌, 가산, 월악             |      |
| 과역리 | 過驛里 | 원등, 송학, 민등, 유동, 상분, 하분 |      |
| 노일리 | 老日里 | 내로, 호곡, 외로                   |      |
| 도천리 | 道川里 | 도야, 상송, 하송, 방란             |      |
| 8개리  |        | 32행정리                           |      |

## 교육
| 학교명                  | 소재지                        | 비고        |
| ----------------------- | ----------------------------- | ----------- |
| 과역초등학교            | 과역면 과역로 815 (과역리)    |             |
| 과역서초등학교          | 과역면 과역로 363 (노일리)    | 1997년 폐교 |
| 과역동초등학교          | 과역면 원연등길 72-5 (연등리) | 2007년 폐교 |
| 과역동초등학교 백일분교 | 과역면 백일길 288 (백일리)    | 2007년 폐교 |
| 고흥과역중학교          | 과역면 고흥로 2939-3 (과역리) |             |
| 고흥영주고등학교        | 과역면 송학큰길 83 (과역리)   |             |